# Música del siglo XVIII de la Nueva España
La Música del siglo XVIII de la Nueva España se caracteriza por la mezcla de estilos que procedían de diversos lugares, tanto de la música europea como de otros pueblos originarios, lo que originó la aparición de géneros sacros y profanos.
México fue heredero directo de la música del Renacimiento y el barroco europeo; sin embargo, gracias a la mezcla de culturas, se creó música que comenzó a representar al pueblo mexicano. Durante el siglo XVIII, entre las reuniones populares, gracias al intercambio de culturas, vieron nacer el Son, género musical que a través de las Actas de Cabildo, se ha podido estudiar parte de sus orígenes.

## Contexto histórico
Los grupos indígenas ubicados en el territorio de la Nueva España, que posteriormente se convertiría casi todo en el territorio mexicano, fueron conquistados a través de distintas estrategias, la evangelización, en su mayoría por franciscanos, fue uno de los medios más eficientes para la colonización. Esto por ser un modo relativamente pacífico, puesto que se disfrazaba entre la enseñanza del idioma, la religión y la música. Los misioneros formaron coros para los templos de sus respectivas misiones. De esta forma lograron que los indígenas cambiaran los rituales que ofrecían a sus deidades autóctonas, a la liturgia de la Iglesia católica.
Con el paso de los siglos el pueblo indígena y español se habían mezclado y de ello surgió su sistema de clasificación social: la división de castas, así como la música de élite, en su mayoría dominada por el clero, puesto que era pensada para fines religiosos, mientras que la música profana era hecha y dirigida por el pueblo mestizo. Fray Juan de Torques, en su libro Los 21 libros rituales, menciona que la música se convirtió en una práctica tan importante, que en el siglo XVI se había intentado disminuir la producción de instrumentos, para disminuir la cantidad de músicos y cantantes, sin embargo, fue durante el siglo XVII y XVIII donde distintas artes tuvieron su apogeo, como son el caso de la arquitectura, artes plásticas, la literatura y la música polifónica, de la que se considera que fue su siglo de oro.

## Música y artistas delsigloXVIII
Gracias a la proliferación de la música durante este periodo, Felipe II tuvo que emitir una recomendación para que las órdenes religiosa reglamentarán el uso de los géneros e instrumentos musicales, gracias a esto podemos saber que la música barroca se siguió tocando aún para el siglo XIX. Algunos autores importantes de la época fueron:
- Mariano Domínguez Cabrera: Maitines a 8.
- Francisco Rueda: A Pedro Divino.
- Pedro Regalado Tamés: sin título.
- Don Vicente Ortiz de Zárate: Del nocturno de los maitines. Copia firmada por S.S. Tiago, 1810.
- Ignacio de Jerusalem y Stella: De la que es Reyna del cielo, Chico de mis ojos.
- José Castro: Del nocturno de los maitines.
- Vicente Zárate: dúo de fagots, dos flautas a dos voces. Un Magnificat, y un Te deum Laudamos a 4 voces con flautas y bajo
- Ignacio Zárate: misas y lamentos

### Música sacra
En la música sacra se podía obtener un trabajo como músico en las catedrales, se llegó a generar una jerarquía donde el maestro de capilla era la máxima autoridad. Para obtener este puesto mediante exámenes que demostrarían sus capacidades. Durante este siglo se obtuvo un legado importante gracias a la convivencia con los extranjeros que llegaban a la región, como Portugal Italia y España. Algunos ejemplos son los artistas:
- Gaspar Fernandes
- Francisco López Casillas
- Ignacio de Jerusalem
- Juan Gutiérrez de Padilla
- Luis Coronado
- Juan García de Zéspedes
- Pedro Bermúdez
- Fabián Ximeno

## El son en las Actas de Cabildo
En las Actas de Cabildo se solía registrar todas las quejas que surgían en el pueblo y que solicitaban fueran sancionadas, eran una forma de llevar las leyes. En la página del gobierno municipal de Morelia aparece la siguiente descripción:
Testimonio escrito que describe lo propuesto, discutido, analizado y aprobado en las sesiones de cabildo, en donde se establecen las decisiones de los regidores que incluyen políticas y programas generales con la intención de promover la mejora del Ayuntamiento.

### El Son
En el Acta de Cabildo ubicada en la catedral de Guadalajara se encontraron comentarios de distintas personas que se quejaban de un tipo de música creada por mestizos, que era muy popular en fiestas que ellos consideraban provocadores de disturbios, dicho género musical fue la primera manifestación mestiza, mezclando elementos de la música europea, africana y americana.
El Son y el Jarabe fueron mayormente difundidos durante la segunda mitad del siglo XVIII, se dieron a conocer como bailes que se manifestaban en las fiestas Jamaicasi, las cuales estaban prohibidas por la Real Audiencia y satanizadas.
Una de las principales características en la composición del son es la poesía cantada, compuesta por coplas con un carácter autónomo; entre las coplas se encuentra una estrofas y no se tiene una regla de la cantidad de coplas que debe contener.
Pablo González Casanova menciona en un estudio que de 1766 a 1819 el Archivo General de la Nación en el Ramo de Inquisición, reportó denuncias por 43 bailes distintos, entre los cuales se encuentran:
- El chuchumbé
- El jarabe gatuno
- 9
- La bolera del miserere
- Los panaderos
- La maturranga
- El pan de manteca
- El pan de jarabe ilustrado